# 4015 Вілсон — Гаррінгтон
4015 Вілсон — Гаррінгтон (4015 Wilson-Harrington) — астероїд групи Аполлона, відкритий 15 листопада 1979 року Елеанор Френсіс Гелін. Відомий також як комета 107P/Вілсона — Гаррінгтона.
Найменша відстань перетину орбіт щодо Землі — 0,0472716 а. о.
Тіссеранів параметр щодо Юпітера — 3,083.